# Esthemopsis aeolia
Esthemopsis aeolia är en fjärilsart som beskrevs av Bates 1868. Esthemopsis aeolia ingår i släktet Esthemopsis och familjen Riodinidae. Inga underarter finns listade i Catalogue of Life.